# Bakin Kyokutei
Bakin Kyokutei (jap. 曲亭 馬琴 Kyokutei Bakin; ur. 1767 w Edo, zm. 1848), zwany również Bakin Takizawa (jap. 滝沢 馬琴 Takizawa Bakin) – japoński pisarz.

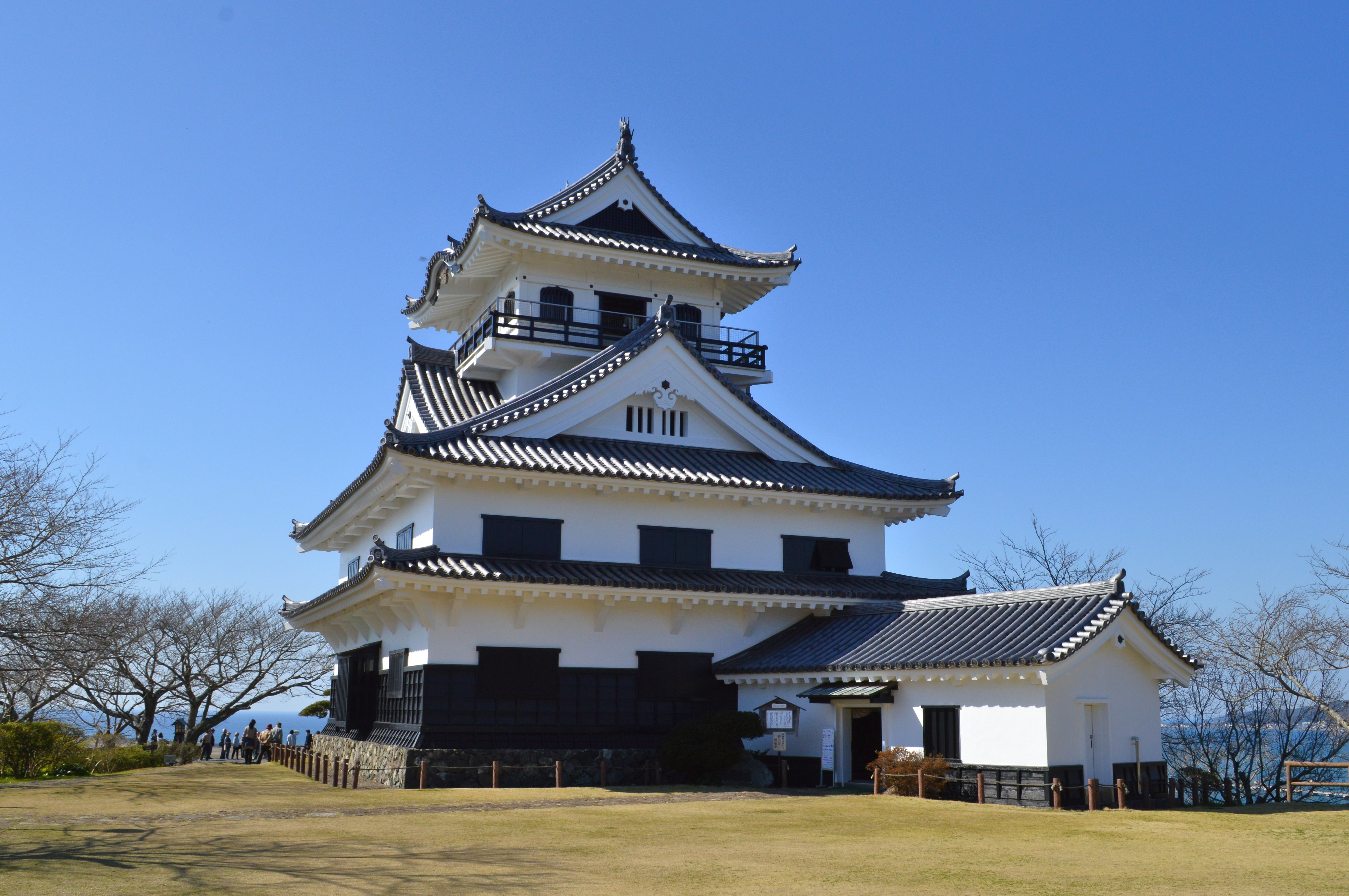
Zamek Tateyama – Hakkenden Museum

Twórca „książek do czytania” (yomihon – ambitne powieści i opowiadania o eleganckim języku i spójnej narracji, często o tematyce historycznej, pisane dla czytelników wykształconych). W swojej pracy twórczej pisał utwory różnego rodzaju m.in. haiku, malował także i zajmował się kaligrafią.
Urodził się jako piąty syn samuraja w służbie rodu Nobunari Matsudairy. Interesował się sztuką i literaturą, czytał klasyków chińskich i japońskich. Jako praktykant mieszkał w domu pisarza o nazwisku Kyōden Santō.
Pozostawił po sobie w sumie 280 powieści, zawartych w 2500 tomach. Jednym z jego największych dzieł dokonanych w ciągu sześćdziesięciu lat pracy twórczej jest Nansō Satomi Hakkenden (Nansō Satomi i biografie ośmiu psów), jedna z najdłuższych powieści świata. Liczy ona 106 tomików i była pisana przez dwadzieścia siedem lat (1814–1841).
Tytuł powieści odnosi się do XV-wiecznych postaci, których imiona zawierały znak oznaczający psa. Ośmiu bohaterów pomogło odbudować klan Satomi w prowincji Awa (ob. prefektura Chiba), który poszerzył swoje terytorium na obszarze Nansō w środkowej części półwyspu Bōsō.